# Isobel Bishop
Isobel Bishop, född 8 september 1991 i Adelaide, är en australisk vattenpolospelare.
Bishop tog VM-silver i samband med världsmästerskapen i simsport 2013 i Barcelona.